# 光叶溲疏
光叶溲疏（学名：Deutzia nitidula）为虎耳草科溲疏属下的一个种。

## 扩展阅读
- 維基物種上的相關：光叶溲疏